# 하이프 사이클

하이프 사이클

하이프 사이클(Hype Cycle)은 기술의 성숙도를 표현하기 위한 시각적 도구이다. 과대광고 주기라고도 한다.미국의 정보 기술 연구 및 자문 회사인 가트너에서 개발하였다.

## 설명

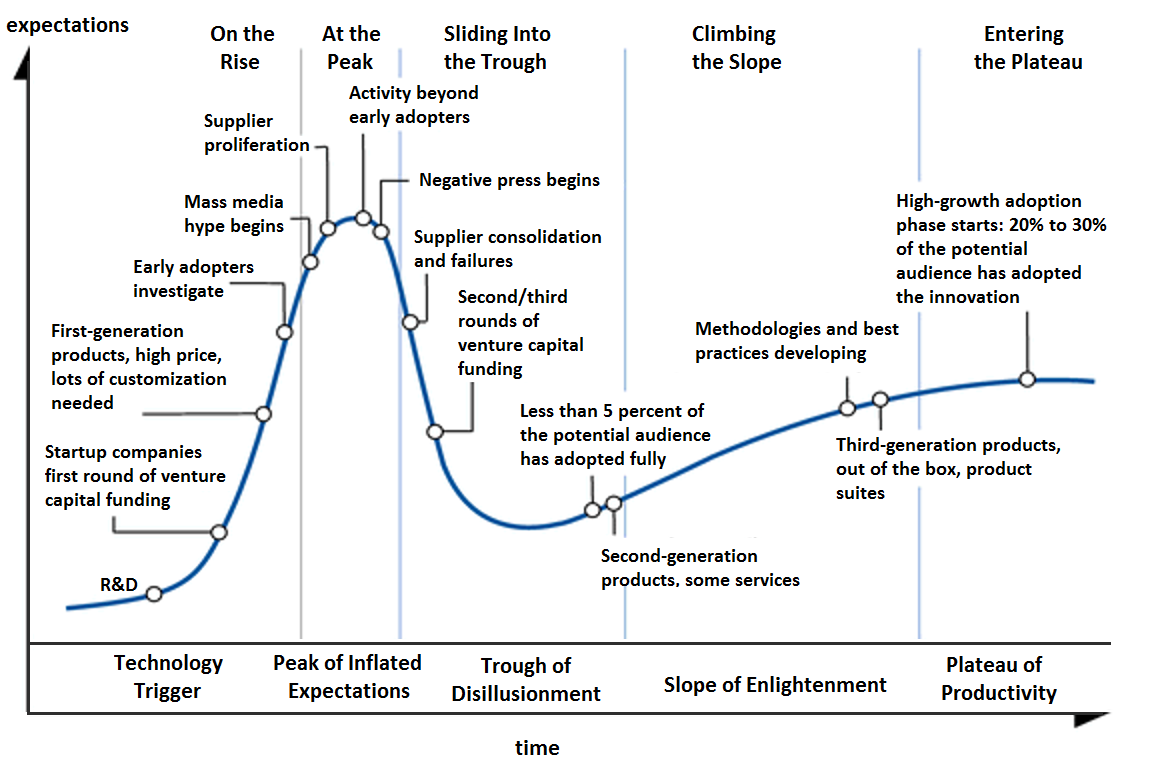
일반적인 기술의 하이프 사이클

하이프 사이클은 5개의 단계로 이루어지며, 이는 기술의 성장 주기에 대응된다.
| 단계 | 명칭                                                 | 설명 |
| ---- | ---------------------------------------------------- | --- |
| 1    | 기술 촉발 (Technology Trigger)                       | 잠재적 기술이 관심을 받기 시작하는 시기. 초기 단계의 개념적 모델과 미디어의 관심이 대중의 관심을 불러 일으킨다. 상용화된 제품은 없고 상업적 가치도 아직 증명되지 않은 상태이다.                                 |
| 2    | 부풀려진 기대의 정점 (Peak of Inflated Expectations) | 초기의 대중성이 일부의 성공적 사례와 다수의 실패 사례를 양산해 낸다. 일부 기업이 실제 사업에 착수하지만, 대부분의 기업들은 관망한다.                                                                            |
| 3    | 환멸 단계 (Trough of Disillusionment)                | 실험 및 구현이 결과물을 내놓는 데 실패함에 따라 관심이 시들해진다. 제품화를 시도한 주체들은 포기하거나 실패한다. 살아 남은 사업 주체들이 소비자들을 만족시킬만한 제품의 향상에 성공한 경우에만 투자가 지속된다. |
| 4    | 계몽 단계 (Slope of Enlightenment)                   | 기술의 수익 모델을 보여 주는 좋은 사례들이 늘어나고 더 잘 이해되기 시작한다. 2-3세대 제품들이 출시된다. 더 많은 기업들이 사업에 투자하기 시작한다. 보수적인 기업들은 여전히 유보적인 입장을 취한다.             |
| 5    | 생산성 안정 단계 (Plateau of Productivity)           | 기술이 시장의 주류로 자리잡기 시작한다. 사업자의 생존 가능성을 평가하기 위한 기준이 명확해진다. 시장에서 성과를 거두기 시작한다.                                                                                |

하이프 사이클이라는 용어와 이를 구성하는 5 단계는 신기술 마케팅에서 점차 더 널리 사용되고 있다.

## 비판
하이프 사이클은 여러 가지 측면에서 많은 비판을 받았다. 주요 비판으로는 결과물이 기술 자체의 특성을 반영하지 못한다는 점, 과학적이지 못하다는 점, 기술이 개발되는 속도에 따른 변화를 반영하지 못한다는 점 등이 있다. 또 다른 것으로는, ‘사이클’ 자체는 신기술의 마케팅에 아무런 실질적인 이득을 줄 수 없으며 단지 기존에 이미 존재하는 트렌드를 설명할 수 있을 뿐이라는 비판도 있다. 또, 유사한 성격의 방법론인 기술 준비 지수와 비교했을 때 나타나는 문제점은 다음과 같다.
- ‘환멸’, ‘계몽’, ‘기대’와 같은 주관적인 용어로는 대상을 객관적으로 설명하거나 기술의 현재 위치를 제대로 나타낼 수 없다.
- 용어가 잘못된 이해를 불러 오는 면이 있다. 사용자는 실망하기를 원치 않으므로 계몽 단계에는 해당 기술을 멀리 해야 하는 것인가?
- 다음 단계로 넘어 가기 위해 어떤 것이 충족되어야 하는지에 대한 설명이 없다.

## 같이 보기
- AI 겨울
- 제품 수명 주기
- 콘드라티예프 파동
- 과도응답